# Dianne Balestrat
Dianne Fromholtz Balestrat (ur. 10 sierpnia 1956 w Albury) – australijska tenisistka.
Tenisistka leworęczna. Ma 165 cm wzrostu, waży 59 kg. Największym sukcesem zawodniczki w turniejach wielkoszlemowych jest finał styczniowego Australian Open w 1977 w grze pojedynczej i zwycięstwo w zawodach gry podwójnej.
Grę w tenisa rozpoczęła w wieku dziesięciu lat. Poślubiła francuskiego biznesmena Claude’a Balestarta w 1983 roku. Małżeństwo posiada własną farmę w Australii. Lubi jeździć konno i na rowerze. Jej ojciec jest inżynierem elektrykiem. Opuściła szkołę w wieku 16 lat na rzecz startów w zawodowych turniejach tenisowych. Mieszka w Sydney.